# Alessandro Poli
Alessandro Poli (Bologna, 1965) è un fumettista italiano.

## Biografia
Alessandro Poli nasce a Bologna nel 1965 dove vive e lavora.
I suoi studi in grafica pubblicitaria lo porteranno a collaborare con diverse agenzie romagnole in qualità di visualizer di story board.
In seguito pubblica alcuni disegni per il catalogo di Falconara Comics, facendosi notare da Mauro Marcheselli, all'epoca curatore di Dylan Dog, facendolo entrare nello staff dell'Indagatore dell'incubo.
Nel 2004, mentre lavora alla sua prima storia su Dylan Dog, dà il suo contributo alla realizzazione grafica di Demian, personaggio ideato da Pasquale Ruju, con cui esordirà in edicola nel 2006.
Successivamente seguirà un altro personaggio di Ruju, Cassidy, curando anche per esso sia la grafica che le copertine, venendo poi pubblicato a partire dal 2010.
L'ultima fatica grafica per Alessandro Poli è Saguaro, creato da Bruno Enna e pubblicato nel maggio 2012.